# Brassica tinei
Brassica tinei är en korsblommig växtart som beskrevs av Michele Lojacono-Pojero. Brassica tinei ingår i släktet kålsläktet, och familjen korsblommiga växter. Inga underarter finns listade i Catalogue of Life.